# Phaenops drummondi
Phaenops drummondi är en skalbaggsart som först beskrevs av Kirby 1837.  Phaenops drummondi ingår i släktet Phaenops och familjen praktbaggar.

## Underarter
Arten delas in i följande underarter:
- P. d. drummondi
- P. d. nicolayi